# صقور الأرض
صقور الأرض ويدعى أيضًا في نسخة أخرى صراع الجبابرة (باليابانية: 横山光輝 三国志) Sangokushi هو سلسلة مانغا يابانية من تأليف ورسم ميتسوتيرو يوكوياما. اقتبس إلى مسلسل أنمي تلفزيوني من 47 حلقة دبلج من قبل مركز الزهرة إلى اللغة العربية يحكي قصَّة صينيَّة قديمة عن الصِّراع بين الخير والشَّر (الممالك الثلاث). غيَّر مركز الزهرة اسمه في عام 2017 وعُرض على سبيستون تحت اسم أسياد الشرق لأسباب تجارية.

## القصة
تجري الأحداث قبل حوالي 1800 عام في الصين، حين بدأ يضعف حكم سلالة الهان واندلعت حربٌ أهلية طاحنة في ربوع البلاد ما أدى إلى انقسامها إلى ثلاث ممالك، وبطل هذه القصة هو «عبد الرحمن» (ليو باي) وهو شابٌّ قروي بسيط يحاول أن يرجع الحكم لإمبراطورية هان مع صديقيه «حمزة» (كوان يو) و«حكمت» (جانغ فاي) وكلاهما عاهداه على الأخوة الأبدية للعمل على توحيد البلاد وإعادة السلام إليها، ولكن «عبد الرحمن» يواجه عقبات كثيره وأولها عدم وجود الجيش القوي الذي يمكنه من تحقيق حلمه فيبدأ المتطوعون بالانضمام إليه حتى يشكل «عبد الرحمن» قوه لا يستهان بها، ومن أشد خصوم «عبد الرحمن» هو «تسو تسو» (تساوتساو) وهو رجل ذو طموح لا محدود، فهو يريد السيطرة على كل البلاد بأي ثمن كان، فيغتال ويغزو ويبطش دون أن يهتم برجاله وبحب الناس له ولكن أكبر همه السيطرة على جميع البلاد غير أن «تسو تسو» يقوم بالتحالف مع «عبد الرحمن» حتى يتمكنوا من القضاء على «لوبو» (لو بو) الذي أصبح خطراً يهدد البلاد وبعد أن ينتهي «تسو تسو» و«عبد الرحمن» من القضاء على «لوبو» يعودان للقتال بينهما لكن «عبد الرحمن» يستعين في تلك المرحلة بالمخطط البارع «برهان» (جوكيه ليانغ) ليساعده للانتصار على «تسو تسو».

## الممثلون
- مروان فرحات (عبد الرحمن)
- يحيى الكفري (حكمت)
- مأمون الرفاعي (حمزة)
- أيمن السالك (تسو تسو)
- محمد مصطفى (لوبو)
- عادل أبو حسون
- فاطمة سعد (والدة عبد الرحمن) (نرمين) (هدى)
- بثينة شيٌا (نور) (مايا) (الامبراطورة)
- كمال البني (برهان)
- رانية الدرة (نسرين)
- علي القاسم - الراوي (الصوت الأول)
- محمد السعيد - الراوي (الصوت الثاني)